# Varnsdorf
Varnsdorf (tjekkisk udtale: [ˈvarnzdorf] ; tysk: Warnsdorf, Upper Sorbian) er en by i regionen Ústí nad Labem i Tjekkiet med omkring 15.000 indbyggere. Den ligger på grænsen til Tyskland.
Landsbyerne Studánka og Světliny 1.díl er administrative dele af Varnsdorf.

## Geografi
Varnsdorf ligger omkring 31. km nordøst for Děčín. Den ligger i den fremtrædende region Šluknov Hook på grænsen til Tyskland.
Varnsdorf ligger i Lausitzer Bergland. Det højeste punkt er bakken Špičák på 544 meter over havets overflade. Floden Mandau løber gennem byen.

## Historie
Den første skriftlige omtale af Varnsdorf er fra 1357. I 1681 blev Varnsdorf med hele herregården købt af huset Liechtenstein, og det forblev i deres besiddelse indtil 1919.
I 1849 fusionerede det gamle Varnsdorf med fem kommuner og skabte en ny kommune kaldet Varnsdorf. Det var den største kommune i det østrigske imperium efter befolkning uden byrettigheder. I 1868 blev Varnsdorf en by.
Før 1. verdenskrigs afslutning var Varnsdorf en del af Østrig-Ungarn. Den 24. november 1918 blev byen en del af Den Tjekkoslovakiske Republik. I henhold til Saint-Germain-en-Laye-traktaten blev byen indlemmet i det nye land Tjekkoslovakiet.
Før Holocaust boede der 211 jøder i Varnsdorf. Efter afslutningen af 2. verdenskrig blev hovedparten af den etniske tyske befolkning udvist til Tyskland.
I 1980 blev kommunen Studánka en del af Varnsdorf. 
Der bor omkring 2.500 buddhistiske vietnamesere bor i og omkring Varnsdorf. I 2008 blev det første vietnamesisk buddhistiske tempel i Tjekkiet, Thien An Buddhist Pagoda indviet i Varnsdorf.